# Алстер
Алстер (енгл. Ulster, ир. Cúige Uladh) је једна од четири ирске провинције, а овај термин се често употребљава и као синоним за Северну Ирску иако Северна Ирска покрива само две трећине Алстера. Простире се на територији од 24.481 km², а према попису из 2006. године провинција имала је 1.993.918 становника. Највећи град је Белфаст у коме живи четвртина од укупног броја становника. 
Алстер се састоји од девет округа. Од тога шест округа (Антрим, Арма, Даун, Фермана, Лондондери и Тирон) образују Северну Ирску, односно остала су у саставу Уједињеног Краљевства након Англо-ирског споразума из 1921. Остала три округа (Каван, Донегол и Монахан) улазе у састав Републике Ирске. Приближно половина становништва Алстера живи у окрузима Антрим и Даун.
Граница између два дела провинције је установљена 1925. године. Када је Ирска 1949. постала република, британски парламент потврдио је статус Северне Ирске као дела Велике Британије. Ипак, Република Ирска је и даље изражавала претензије за уједињењем свих девет округа, а 1955. године Ирска републиканска армија је започела низ терористичких акција које су имале за циљ спајање два дела Алстера. Становници Северне Ирске су на референдуму из 1973. потврдили да желе да остану у саставу Велике Британије, мада је већина католика бојкотовала овај референдум. Године 1985, формиран је тзв. Ирски савет који је имао за циљ коначни прекид грађанског рата, а 31. августа 1994. ИРА је објавила безусловни прекид ватре.